# Каверзина, Светлана Викторовна
Светла́на Ви́кторовна Ка́верзина (род. 5 апреля 1969, Шелехов, Иркутская область, РСФСР, СССР) — российский общественный и политический деятель, депутат Совета депутатов Новосибирска VII созыва от Советского района (2020–2024).

## Биография
Родилась 5 апреля 1969 года в Шелехове Иркутской области.
С 1989 года проживает в Новосибирске. Окончила факультет Новосибирского государственного технического университета по специальности «Социальная работа». Почти десять лет работала в новосибирском Доме ребенка № 1. Затем занималась предпринимательством в области организации грузоперевозок.
15 марта 2024 года внесена Министерством юстиции Российской Федерации в список иноагентов.

### Общественно-политическая деятельность
В 2014 году вступила в партию «Яблоко». С 2017 по 2020 год занимала должность главы новосибирского регионального отделения.
В 2015 году Каверзина баллотировалась в горсовет Новосибирска на округе № 36, большую часть которого составлял микрорайон Правые Чёмы (Шлюз). Заняла четвёртое место, набрав 7,5 % голосов.
В июне 2016 года Каверзина написала заявление в Следственный комитет на саму себя. Она попросила проверить репост изображения на её странице, за которое блогер из Бердска Сергей Кормелицкий незадолго до этого был осуждён на реальный срок. На картинке были изображены крещенские купания с подписью, которую суд счёл оскорбляющей чувства верующих. Проверка была инициирована православными активистами и в итоге суд приговорил Кормелицкого к году и трём месяцам заключения. Каверзина объяснила своё заявление так: «сделала эту запись не потому что хорошо отношусь конкретно к Кормелицкому, а потому что считаю, что сажать людей за репосты в соцсетях нельзя. Это несправедливо, что он один отправился в тюрьму за репост, который сделали сотни человек. Хотят сажать людей за репосты — пусть попробуют. Могут начать с меня». Сначала СК не нашёл состава преступления в репосте, однако через две недели снова начал проверку из-за «признаков экстремизма» и допросил Каверзину. Уголовное дело так и не было возбуждено.
В 2018 году возглавила общественную организацию «У нас на Шлюзе», занимающуюся проблемами микрорайона Правые Чёмы.
22 апреля 2019 года в Новосибирске прошёл «молчаливый флэшмоб» против насилия над представителями ЛГБТ-движения, на которое Каверзина вышла с радужным флагом. На улице к участникам флэшмоба отнеслись доброжелательно, но на следующий день Каверзина сообщила о поступивших в её адрес угрозах от противника ЛГБТ.
В феврале 2020 года Светлана Каверзина стала одной из основательниц коалиции «Новосибирск 2020», созданной новосибирскими активистами и политиками для борьбы с «альянсом КПРФ и „Единой России“». Вскоре после этого, 20 марта, руководство «Яблока» исключило Каверзину и ещё троих членов новосибирского отделения из состава партии с формулировкой «за коалицию с националистами». Претензии федерального бюро вызвало присутствие в «Коалиции» лидера организации «Гражданский патруль» Ростислава Антонова. Данное решение вызвало неоднозначную реакцию среди новосибирских политических деятелей. Сам Антонов на это отреагировал заявлением, где обвинил федеральное бюро партии в применении двойных стандартов. Негативно отреагировал и заместитель председателя регионального отделения партии Дмитрий Холявченко.
Отделение «Яблока» в Новосибирской области было распущено. В связи с режимом повышенной готовности, объявленным в Новосибирской области из-за пандемии COVID-19, по состоянию на январь 2022 года выборы нового председателя и членов регионального бюро не проведены.
В ноябре 2023 года возглавила предвыборный штаб Бориса Надеждина в Новосибирске.
Каверзина регулярно принимает участие в акциях на общественно-политические темы в Новосибирске. В том числе против торговли на остановках в микрорайоне ОбьГЭС и в поддержку политических заключённых.

### Муниципальный депутат (2020–2024)
11 июля 2020 года Светлана Каверзина была зарегистрирована кандидатом-самовыдвиженцем на выборах в Совет депутатов Новосибирска на округе № 46.
Главным соперником Каверзиной был действующий депутат Александр Фельдбуш от «Единой России». По результатам голосования Каверзина заняла первое место, набрав 2642 голоса (46,05 %). Фельдбуш занял второе место с 1447 (24,66 %) голосами.
Входит в постоянные комиссии Совета депутатов по местному самоуправлению и по бюджету и налоговой политике.
В апреле 2021 года активисты микрорайона ОбьГЭС начали сбор подписей за отзыв Каверзиной с поста депутата. Журналисты «НДН.Инфо» подвергли сомнению юридическую возможность этой процедуры, так как законом установлен исчерпывающий перечень оснований для отзыва депутата, ни одного из которых у Каверзиной не было. По состоянию на декабрь 2021 года инициатива не получила продолжения.
Является постоянным критиком действующих районных, городских, федеральных властей.
13 ноября 2024 года Горсовет Новосибирска проголосовал за лишение мандатов Светланы Каверзиной и Антона Картавина из-за статусов «иностранных агентов». 

## Критика

### Деятельность помощников
В декабре 2020 года стало известно, что один из помощников Каверзиной Всеволод Гулев имеет судимость[значимость факта?]. При этом Гулев является помощником депутата по юридическим вопросам. Факт судимости Гулев не скрыл. Судимость является погашенной, и не стала препятствием для заключения трудового договора с ним как с муниципальным служащим. Коллеги Каверзиной к факту наличия у Гулева судимости отнеслись безразлично.